# Roești
Roești est une commune roumaine située dans le județ de Vâlcea.